# 북유럽 사회민주노동운동 합동위원회

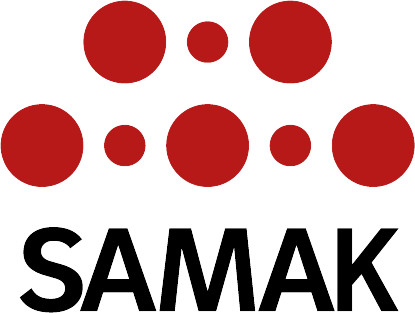

북유럽 사회민주노동운동 합동위원회(Arbejderbevægelsens nordiske samarbejdskommitté; SAMAK)는 노르딕 국가들의 사회민주주의 정당, 노동조합의 국제 조직이다.

## 가맹 단체
덴마크
- 사회민주당
- 덴마크 노동조합총연맹

    페로 제도

     • 평등당
    그린란드

     • 전진
 핀란드
- 핀란드 사회민주당
- 핀란드 노동조합 중앙기구

    올란드 제도

     • 올란드 사회민주당
 아이슬란드
- 사회민주연맹
- 아이슬란드 노동연합

 노르웨이
- 노동당
- 노르웨이 노동조합총연맹

 스웨덴
- 스웨덴 사회민주노동자당
- 스웨덴 노동조합총연맹